# Ельблонзький трамвай
Трамваї у Ельблонзі — мережа трамваю, що працює у польському місті Ельблонг. Мережа розпочала роботу 22 листопада 1895 року.

## Історія
1884 року у місті було вперше оголошено проєкт будівництва трамваю. 1891 року влада міста оголосила конкурс на будівництво та експлуатацію електричного трамваю у місті. Конкурс виграла берлінська фірма Union Elektricitäts Gesellschaft, що врешті-решт збудувала електростанцію та 2 лінії трамваю.
22 листопада 1895 було відкрито руху двома одноколійними лініями довжиною бл. 4 км. Траса першої пролягала від вокзалу повз річку Ельблонг, а друга - з площі Слов'янського до вулиці Крулевецької. 

## Маршрути
1. Огульна – Друська (по вул. Броварній)
2. Маримонцька – Друська
3. Огульна – Саперув (по вул. Броварній)
4. Огульна – Друська
5. Огульна – Саперув

## Рухомий склад
| Фото | Тип                   | Початок експлуатації | Номер |
| ---- | --------------------- | -------------------- | ----- |
|      | Konstal 805Na         | 1980                 | 16    |
|      | PESA 121N             | 2006                 | 6     |
|      | Düwag N8C             | 2006                 | 6     |
|      | Moderus Beta MF 09 AC | 2020                 | 5     |